# Ayusi brandant la seva llança aniquila els rebels
Ayusi brandant la seva llança aniquila els rebels, o Ajusi ataca els insurgents amb una llança (en xinès tradicional: 畫阿玉錫持矛蕩寇圖) és una pintura sobre rotlle en paper horitzontal en tinta i en colors, realitzada per Giuseppe Castiglione (pinyin: Lang Shinin), sota la dinastia Qing, i datada 1755. Es conserva al Museu Nacional del Palau a Taipei.

## Context
Ayusi (xinès simplificat: 阿玉錫) va ser un membre de la tribu Zunghar que prestà els seus serveis a l'emperador de la Xina. Es va convertir en un cap militar sota el comandament de l'emperador Yongzheng (1723-1735). L'emperador Qianlong tenia ganes de recompensar el seu concurs militar contra el camp de Zunghar a Gädän-Ola el 1755, que el va capturar amb nocturnitat i traïdoria. Qianlong va encarregar aquest quadre sobre d'Ayusi, al seu pintor de la cort Giuseppe Castiglione, entre altres honors al seu cap militar. Aquest retrat va estar executat el 20 de juliol de 1755. 

## Descripció
La pintura representa, al seu centre, el cap militar Ayusi muntant un cavall negre, portant un ausberg a mitja longitud, protectors de cuir a les cuixes, un barret típic dels membres de la cort xinesa a l'hivern. També porta una ploma de paó en un ull, un buirac ple de fletxes, un fusell suspès al seu dorsal, sostenint les brides del seu cavall amb una mà. El centre de la pintura no presenta cap fons ni decoració, i el galop del cavall fa una sensació de vol, deslligat del terra.
Quan Giuseppe Castiglione va pintar la llança visible encara estava en ple ús. Malgrat això, aquest tipus d'armament estava arribant al final, ja que les llances havien evolucionat cap a un altre tipus d'arma d'asta més pràctica.
Els costats dret i esquerre del desplaçament contenen caràcters xinesos, i la part esquerra explica la gesta d'Ayusi.
La tècnica emprada és una barreja de tècniques de pintura clàssica occidental del segle xviii i la pintura xinesa del mateix període.

## Destí de la pintura
Aquesta obra es conserva ara al Museu del Palau Nacional de Taipei.

## En filatèlia
Aquest quadre va donar lloc a un segell dels serveis postals de República de la Xina el 2016, portant el detall d'Ayusi amb el seu cavall.